# Cromato de zinc
Cromato de zinc (ZnCrO4) es un compuesto químico inorgánico primario utilizado en la industria y en la fabricación de pinturas como anticorrosivo elaborado a base de resina vinil alquidal y óxido de hierro. Este producto también tiene una elevada toxicidad y está considerado como potencial carcinógeno y mutagénico.

## Aplicaciones

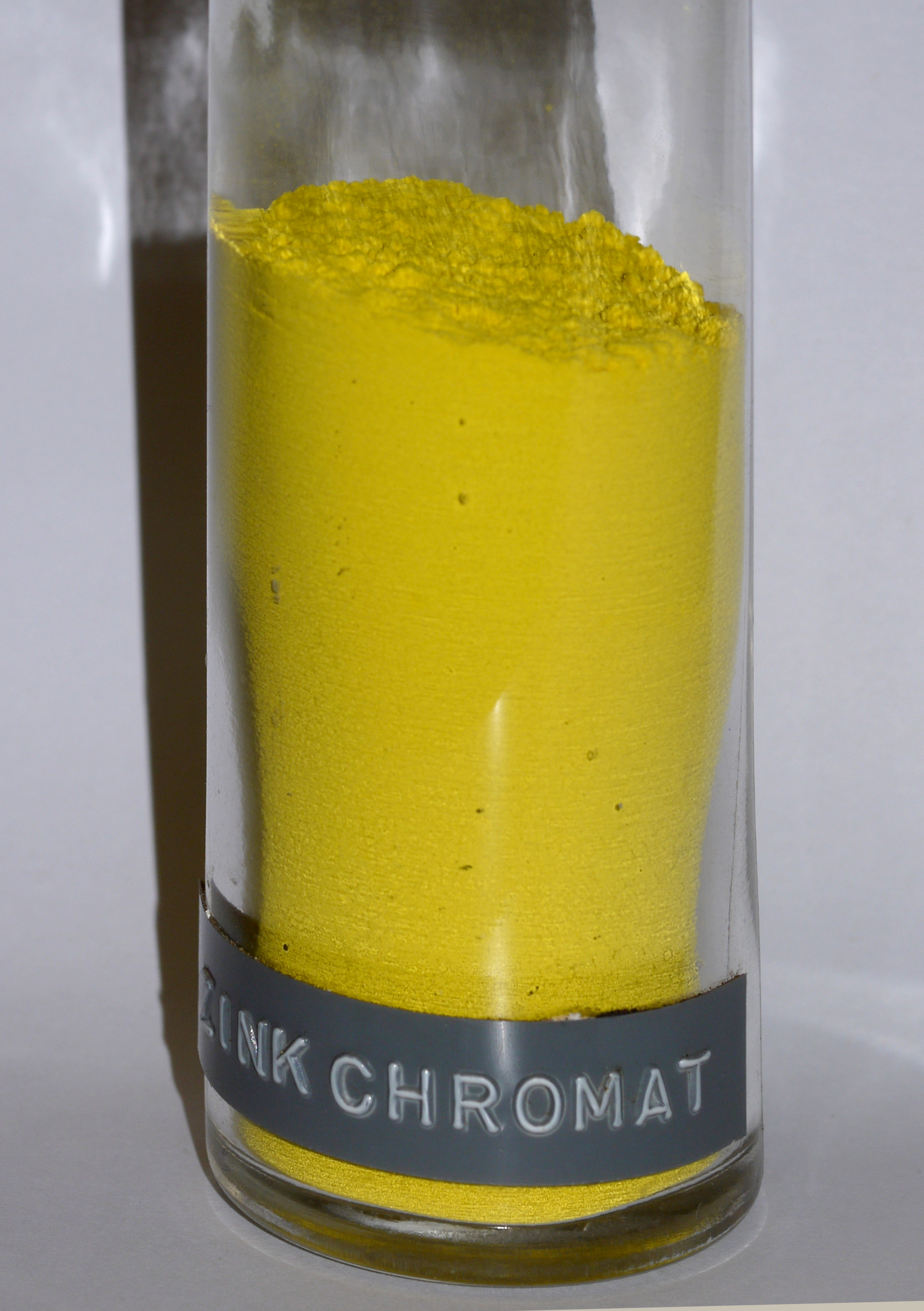
cromato de zinc

Este producto químico se utiliza para proteger superficies metálicas expuestas a ambientes húmedos sin salinidad. Presenta propiedades muy anticorrosivas, gran adherencia y compatibilidad con acabados epóxicos, esmaltes y poliuretanos.

## Seguridad
El producto está considerado como un potencial carcinógeno confirmado en seres humanos por la NIOSH, así como también se sabe que tiene efectos mutagénicos sobre la salud por lo que es necesario su control en la industria y la prevención de los efectos que puede tener sobre la salud.